# Вашингтон, Ора
Ора Вашингтон (англ. Ora Washington; 23 января 1898, округ Каролайн, Виргиния — 28 мая 1971, Филадельфия) — американская спортсменка, игравшая в теннис и баскетбол. 23-кратная чемпионка Американской теннисной ассоциации во всех разрядах (8 титулов в одиночном разряде), 11-кратная победительница чемпионата мира по баскетболу среди цветных женщин с клубами «Джермантаун Хорнетс» и «Трибьюн Герлс». Член Зала славы чернокожих спортсменов (1976), Зала славы женского баскетбола (2009) и Зала славы баскетбола (2018).

## Биография
Ора Вашингтон родилась в 1898 году в округе Каролайн (Виргиния) в семье чернокожих фермеров Джеймса и Лоры Вашингтон. Из-за широко распространённого в Виргинии расизма её тётя, Мэтти, переехала в Филадельфию, и через несколько лет Ора переебралась к ней и нашла работу прислугой в зажиточных белых семьях.
В 1918 году Вашингтон начала посещать действовавшее в Джермантауне — районе Филадельфии — отделение Ассоциации молодых христианок (YWCA) для цветного населения. В 1924 году она впервые сыграла в теннис на кортах клуба YWCA и уже на следующий год выиграла свой первый национальный чемпионский титул в женском парном разряде. Вашингтон быстро зарекомендовала себя как лучшая чернокожая теннисистка страны и в период с 1929 по 1937 год выиграла в одиночном разряде восемь из девяти чемпионатов Американской теннисной ассоциации (эта организация, членами которой были чернокожие спортсмены, функционировала отдельно от Ассоциации лаун-тенниса Соединённых Штатов). Лишь в 1936 году её гегемонию прервала Лулу Баллард. Из-за расовой сегрегации в американском теннисе у чернокожих спортсменов в годы наивысших успехов Вашингтон не было возможности встречаться на корте с белыми соперниками. Вашингтон, в частности, мечтала сыграть против ведущей белой теннисистки США и мира, Хелен Уиллз-Муди, но та отвергла идею такого матча.
Помимо титулов в одиночном разряде, Вашингтон 12 раз подряд выигрывала чемпионат АТА в женском парном разряде, в том числе 8 раз с Баллард, и три раза — в миксте. В 40 лет она завершила выступления в одиночном разряде, сосредоточившись на игре в парах, где продолжала играть ещё 8 лет. Экс-чемпионка единственный раз вернулась на корт в одиночном разряде, чтобы встретиться с новой звездой АТА Флорой Ломакс. Она обыграла Ломакс в турнире в Буффало, после чего снова выступала только в парах. Вашингтон полностью завершила игровую карьеру лишь в 1947 году, когда завоевала свой последний титул АТА в паре с Джорджем Стюартом. Их соперниками в этом последнем для Вашингтон финале были доктор Роберт Джонсон и 17-летняя Алтея Гибсон — будущая победительница Уимблдонского турнира и чемпионата США.
В 1939 году газета The New York Age сравнивала атлетичную, мужеподобную Вашингтон с чемпионом по боксу Джо Луисом: согласно журналисту, оба спортсмена побеждали своих соперников с «убийственной монотонностью». Газета отмечала мощную подачу спортсменки, высокую точность её ударов и тонкое понимание игры. По воспоминаниям Артура Эша, у Вашингтон был нестандартный стиль игры. Он, в частности, указывает, что она держала ракетку почти у середины ручки и редко делала полный замах. При этом скорость её передвижения по корту не имела себе равных среди современниц. Эту подвижность спортсменке помогали поддерживать занятия баскетболом, в который она первоначально пришла, чтобы сохранять спортивную форму в перерывах между теннисными сезонами. В конце 1920 — начале 1930-х годов эта игра переживала пик популярности среди чернокожего населения США, и ведущие игроки, вне зависимости от пола, пользовались широкой известностью.
Вашингтон начала баскетбольную карьеру осенью 1930 года в составе команды «Хорнетс», представлявшей джермантаунскую YWCA и по итогам сезона провозглашённой национальными чемпионами. Команда стала профессиональной в 1931 году. К этому моменту она соперничала за популярность в городе с клубом, спонсором которого была влиятельная негритянская газета Philadelphia Tribune, а главной звездой — Инес Паттерсон. Пиком этого соперничества стала серия из пяти матчей за звание национального чемпиона. В третьем периоде последней игре серии, которую «Хорнетс» проигрывали, Вашингтон забросила мяч в кольцо соперниц со своей половины площадки, после чего её команда набрала несколько очков подряд. Однако «Трибьюнс» в свою очередь набрали восемь очков подряд и выиграли матч с общим счётом 31:23.
На следующий год «Трибьюн Герлс» удалось привлечь Вашингтон в свой состав, и в дальнейшем она стала основным центровым и капитаном этой команды. На протяжении следующих 12 лет «Трибьюнс» объезжали Восточное побережье США, юг страны и Средний Запад как гастролирующая команда, ни разу не столкнувшись с равными соперницами; согласно профилю Вашингтон на сайте Зала славы женского баскетбола, за время её выступлений «Трибьюнс» потерпели всего шесть поражений, и во всех случаях им противостояли мужские команды. За годы выступлений с «Хорнетс» и «Трибьюнс» Вашингтон в общей сложности 11 раз завоевала титул «чемпионки мира среди цветных женщин». Баскетбольную карьеру она завершила в 1943 году, когда «Трибьюн Герлс» были расформированы.
Вашингтон не считала нужным придерживаться стандартной модели поведения женщин-спортсменок своего времени, которые не стеснялись физической игры во время соревнований, но в остальное время старались вести себя «как подобает леди». Их спортивные карьеры, как правило, обрывались с замужеством, но Вашингтон так и не вышла замуж и на протяжении жизни регулярно имела долгосрочные связи с другими женщинами. Нежелание выглядеть, «как леди», и грубые манеры спортсменки вызывали порой критику со стороны соперниц.
После завершения спортивной карьеры Ора Вашингтон продолжала работать прислугой и в свободное время тренировала молодых теннисистов на публичных кортах в Джермантауне. Она умерла в Филадельфии в 1971 году после долгой болезни. Через 5 лет её имя было включено в списки Зала славы чернокожих спортсменов. В дальнейшем она также стала членом Зала спортивной славы Университета Темпл (1986), Зала славы чёрного тенниса, Зала славы женского баскетбола (оба — 2009) и Зала славы баскетбола (2018). В 2004 году в её честь был установлен памятный знак в Филадельфии.